# Babylon Circus
Babylon Circus es un grupo de ska y reggae fundada en 1995 en Lyon. Desde su formación han lanzado cuatro álbumes y un EP.
La banda comenzó como un grupo de ska, pero rápidamente trasciende de género, mezclando influencias de punk, reggae, rock, swing y jazz. Cantan en francés e inglés, mezclándolos en algunas canciones.
Su música varía mucho de una canción a otra, más o menos tranquilas y animadas siempre por un buen ritmo. Algunas canciones están en blanco ("Lorenzo", por ejemplo, es una serie de solos). Sus letras son a menudo comprometidas y trabajadas. Dances of Resistance, su tercer álbum, se centra en el tema antibélico.
En su último álbum, La Belle Étoile, han introducido cambios respecto a los anteriores: estrechan lazos con la chanson francesa, buen ritmo, predominancia en la apertura de voces y orquestaciones más sobrias que en otros estilos, nuevas colaboraciones y más letras en francés, siempre poéticas.

## Miembros
- David Baruchel: Vocalista y guitarra
- Manuel Nectoux: Vocalista y tambor
- Biloul: Vocalista
- Olivier: Teclado y coro
- Jo: Guitarra y coro
- Rimbaud: Saxofón, clarinete, acordeón y flauta
- Clément: Trombón, tuba y organito
- Valentin: Trompeta
- Yannick: Batería

## Discografía
- 1996 Demo nº1
- 1997 Musika
- 1999 Tout va bien (EP)
- 2001 Au marché des illusions
- 2004 Dances of Resistance
- 2009 La Belle étoile
- 2013 Never Stop
- 2020 State Of Emergency
- 2021 Monster

- Datos: Q737915
- Multimedia: Babylon Circus / Q737915